# Зоран Кнежевић (астроном)
Зоран Кнежевић (Осијек, 23. август 1949) српски је астроном и академик.

## Живот
Астрономију је дипломирао Природно-математичком факултету у Београду 1972, магистрирао 1976. и докторирао 1989. године.
У центру његових научних истраживања спадају мала небеска тела из чега је произашао велики број његових радова око одређивања маса и орбита астероида. Посебно се бави проблемом хаотичног кретања малих планета, астрографским и фотометријским осматрањима објеката Сунчевог система, динамичким процесима у Сунчевом систему и другим. Његов главни научни допринос припада области аналитичких теорија кретања малих тела. Спада у ред највећих познавалаца малих тела у свету. На предлог италијанских астронома, астероид 3900 Кнежевић је назван по њему.
Његов рад је везан за Астрономску опсерваторију у Београду у којој је током низа година вршио низ различитих истакнутих функција, а од 2002. је њен директор.
Дописни члан Српске академије наука и уметности је постао 5. новембра 2009. године. Редовни члан САНУ постао је 2015. године. Председник САНУ постао је 2023. године.
Објавио је преко 150 научних радова и публикација.
Додељена му је Награда за допринос развоју Астрономске опсерваторије (1996, 2017) и Награда за научни рад Астрономске опсерваторије (2013).
Члан је више међународних и српских астрономских организација, укључујући: International Astronomical Union, American Astronomical Society, Друштво астронома Србије, Друштво физичара Србије.
Говори енглески, италијански и руски језик.